# Puentes Viejas
Puentes Viejas – miejscowość w Hiszpanii we wspólnocie autonomicznej Madryt, w północnej części regionu w dolinie Lozoya.